# Capture of Bigfoot
Capture of Bigfoot är en amerikansk lågbudgetfilm från 1979 i regi av Bill Rebane. Filmen följer en grupp jägare som försöker fånga den mytiska varelsen Bigfoot i de avlägsna skogarna i nordvästra USA. Handlingen kretsar kring deras äventyr och utmaningar när de konfronterar både Bigfoot och sina egna rädslor.
Filmen kännetecknas av sin B-film-estetik och låga produktionsvärde, men har fått en viss kultstatus bland fans av skräck- och monsterfilmer. Med en blandning av spänning och humor har Capture of Bigfoot blivit en del av 1970-talets populärkultur och en intressant del av Bigfoot-mytologin. Trots kritiska recensioner har filmen fortsatt att väcka intresse genom olika visningar och referenser i populärkultur.